# أوستين بيري (لاعب كرة قدم)
أوستين بيري (بالإنجليزية: Austin Berry) (6 أكتوبر 1988 في الولايات المتحدة - ) هو لاعب كرة قدم أمريكي في مركز الدفاع. لعب مع شيكاغو فاير وفيلادلفيا يونيون ونادي أنيانغ ونادي سينسيناتي وChicago Fire U-23 ‏.

## وصلات خارجية
- أوستين بيري على موقع دوري كوريا الجنوبية (الإنجليزية)
- أوستين بيري على موقع الدوري الأمريكي (الإنجليزية)
- أوستين بيري على موقع قاعدة بيانات كرة القدم.إي يو (الإنجليزية)
- أوستين بيري على موقع Soccerway.com (الإنجليزية)
- أوستين بيري على موقع عالم كرة القدم.نت (الإنجليزية)